# Lorysa niebieskobrzucha
Lorysa niebieskobrzucha (Trichoglossus moluccanus) – gatunek średniej wielkości ptaka z rodziny papug wschodnich (Psittaculidae) zamieszkującego wschodnią Australię.

## Taksonomia
Gatunek został opisany w 1788 r. przez niemieckiego naturalistę Johanna Friedricha Gmelina. Niektórzy autorzy uznają lorysę niebieskobrzuchą za podgatunek lorysy górskiej (Trichoglossus haematodus). Międzynarodowy Komitet Ornitologiczny (IOC) wyróżnia dwa podgatunki: T. m. septentrionalis oraz T. m. moluccanus. Niektóre źródła wyróżniają również trzeci podgatunek – T. m. eyrei, włączony przez IOC do podgatunku nominatywnego.

## Podgatunki i zasięg występowania
IOC wyróżnia dwa następujące podgatunki wraz z ich obszarem występowania:
- T. m. septentrionalis Robinson, 1900 – półwysep Jork;
- T. m. moluccanus (Gmelin, JF, 1788) – południowo-wschodnia i wschodnia Australia oraz Tasmania[6].

Podgatunek nominatywny został introdukowany w Perth (Australia Zachodnia) oraz w Auckland (Nowa Zelandia). Gatunek ten stosunkowo niedawno pojawił się na Tasmanii. Nie wiadomo jednak, czy lorysy przybyły tam naturalnie, czy pochodzą od ptaków, które uciekły z niewoli.

## Morfologia
Lorysy niebieskobrzuche mierzą około 26 cm długości (inne źródło: 28–31 cm) oraz ważą 100–157 g. Brak widocznego dymorfizmu płciowego. Głowa oraz brzuch są ciemnoniebieskie, pierś pomarańczowo-żółta. Kark jest żółtozielony. Skrzydła, grzbiet oraz ogon są zielone. Dziób jest czerwony. Młode osobniki przypominają ubarwieniem dorosłe.

## Ekologia i zachowanie

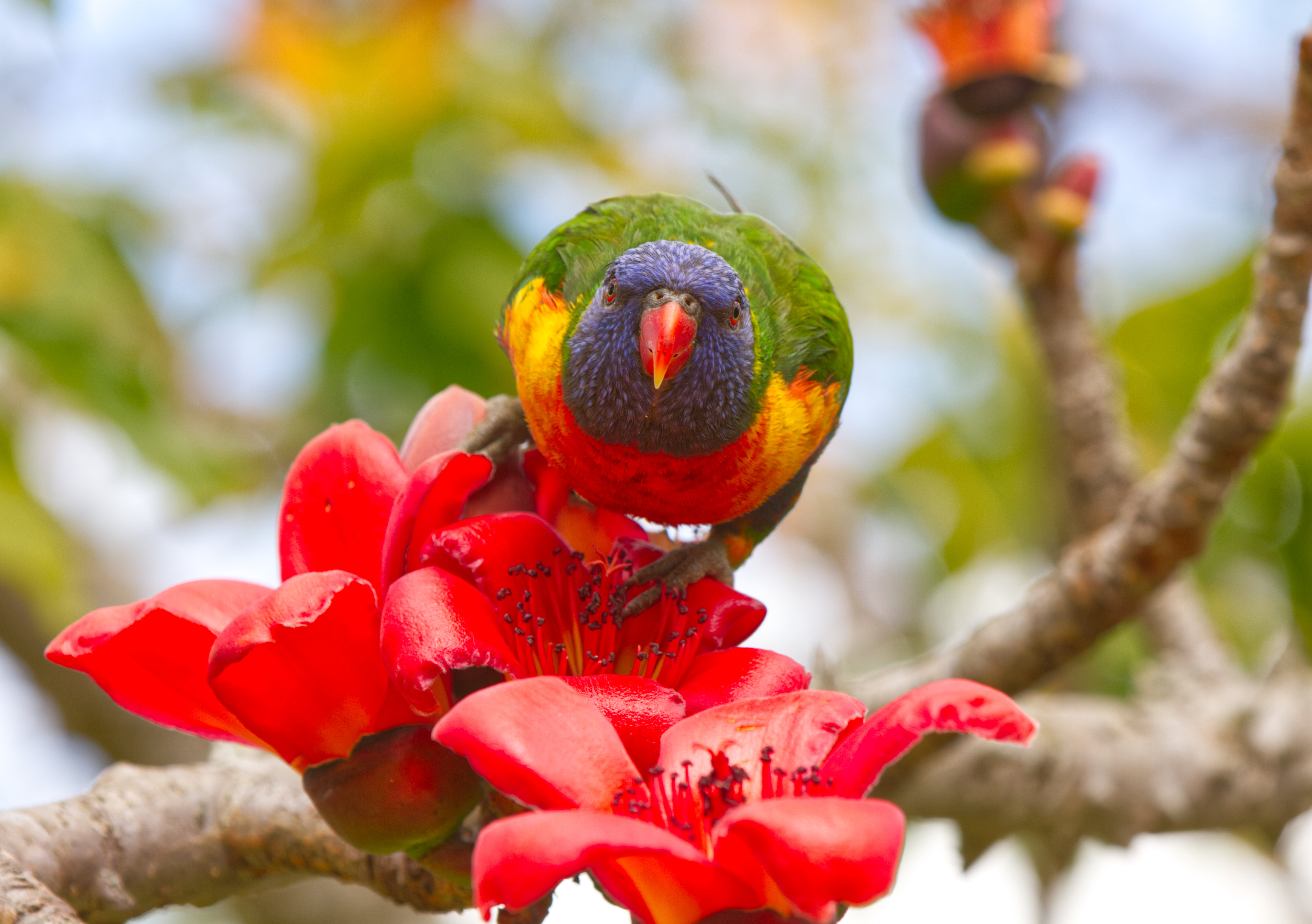
Lorysa podczas zdobywania pokarmu

Lorysy niebieskobrzuche zamieszkują tereny do 2400 m n.p.m. (inne źródło – IUCN podaje do 700 m n.p.m.).  Ich środowisko stanowią lasy, występują także w miastach z dobrym dostępem do drzew. Lorysy najczęściej zdobywają pożywienie na drzewach oraz krzewach. Żywią się głównie nektarem i pyłkiem kwiatów. W ich dietę wchodzą również owoce, kwiaty, nasiona i niektóre owady. Lorysy mogą przelatywać tysiące kilometrów w celu poszukiwania pożywienia oraz obszarów do gniazdowania. O zmierzchu tworzą duże stada składające się z tysięcy osobników wydających duży hałas. W trakcie dnia rozdzielają się w mniejsze stada po 10–50 osobników. Często można je spotkać w mieszanych stadach z innymi gatunkami lorys. Na Tasmanii coraz częściej dochodzi do krzyżowania się z lorysami piżmowymi (Glossopsitta concinna). Lorysy niebieskobrzuche są agresywne w stosunku do innych ptaków i stanowią dla nich konkurencję w zdobywaniu pożywienia. Agresja tego gatunku stanowi poważne zagrożenie dla naturalnie występujących ptaków w Perth, ponieważ zajmują im miejsca do gniazdowania. Zostało zaobserwowane, jak tamtejsze lorysy wyrzucały pisklęta rozell czarnogłowych (Barnardius zonarius) z dziupli, a następnie same je zajmowały i odchowywały tam własne młode.
Stwierdzono u lorys niebieskobrzuchych umiejętność imitowania odgłosów z otoczenia, w tym innych gatunków zwierząt.

### Lęgi
Sezon lęgowy w południowo-wschodniej Australii trwa od sierpnia do stycznia, natomiast lorysy niebieskobrzuche w Queenslandzie rozmnażają się przez niemal cały rok. Gniazdo jest zakładane w spróchniałym konarze, najczęściej w dziupli wydrążonej w eukaliptusie (Eucalypus). Miejsce do gniazdowania jest przygotowywane do lęgów zarówno przez samca jak i samicę. Samica znosi 2–3 jaja o wymiarach 27 × 22,5 mm, które następnie samodzielnie wysiaduje przez 23–26 dni. Na podstawie danych z niewoli pisklęta po wykluciu ważą 5 g. Są one karmione przez oboje rodziców oraz opierzają się po 50–60 dniach. Pełna samodzielność jest osiągana 30 dni po opuszczeniu gniazda.

## Status
Międzynarodowa Unia Ochrony Przyrody (IUCN) od 2014 r. uznaje lorysę niebieskobrzuchą za gatunek najmniejszej troski (LC – least concern). Przed 2014 r. takson był uznawany za podgatunek lorysy górskiej (T. haematodus). Liczebność populacji uznaje się za malejącą. Ptaki te są bardzo często odławiane w celu handlu dzikim zwierzętami. Od 1981 do 2005 r. w międzynarodowym handlu odnotowano 100 388 dziko złapanych osobników. Gatunek ten łatwo się rozprzestrzenia w dużych miastach takich jak Perth oraz Sydney.